# Winterhilfswerk des Deutschen Volkes

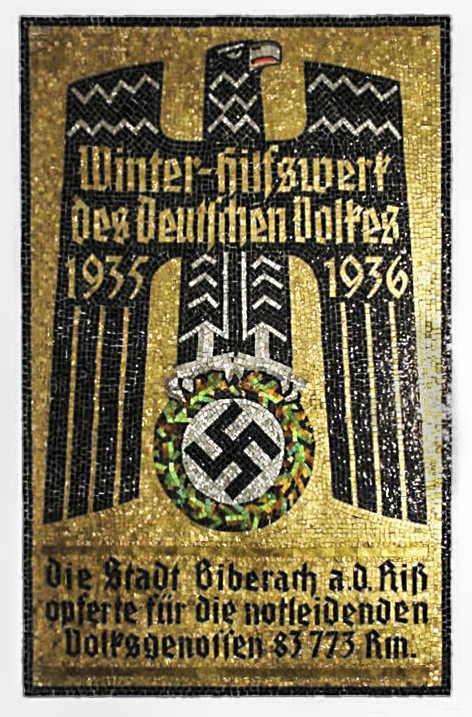
Glasmosaik (1935/1936) der Firma Puhl & Wagner, Exponat des Braith-Mali-Museums in Biberach an der Riß

Das Winterhilfswerk des Deutschen Volkes (kurz Winterhilfswerk oder WHW) war in der Zeit des Nationalsozialismus eine Stiftung öffentlichen Rechts mit Sitz in Berlin, die Sach- und Geldspenden sammelte und damit bedürftige „Volksgenossen“ entweder unmittelbar oder über Nebenorganisationen der „Nationalsozialistischen Volkswohlfahrt“ (NSV) unterstützte.
Durch das Winterhilfswerk konnte der „völkische Wohlfahrtsstaat“ die materielle Not von Teilen der Bevölkerung lindern und zur inneren Stabilisierung beitragen. Zugleich zielte die Spendensammlung auf das Zusammengehörigkeitsgefühl der „Volksgemeinschaft“ ab. Der Ausschluss der jüdischen Bevölkerung von den Zuwendungen des WHW führte zur Gründung der Jüdischen Winterhilfe.
Das Spendenaufkommen übertraf ab dem Rechnungsjahr 1939/1940 die Summe, die aus Steuermitteln für öffentliche Fürsorgeverbände aufgebracht wurde. Der Staatshaushalt wurde somit von Sozialausgaben entlastet.

## Vorläufer
Hilfsaktionen und Spendensammlungen, die im Winterhalbjahr durchgeführt wurden und notleidenden Bevölkerungskreisen zugutekamen, gab es auf regionaler Ebene schon vor 1933. Für Erwerbslose veranstaltete zum Beispiel der „Arbeiterrat Groß-Hamburg“ seit 1923 Wintersammlungen; daran beteiligten sich die unterschiedlichsten Organisationen wie Gewerkschaften, Deutscher Beamtenbund oder Deutschnationaler Handlungsgehilfen-Verband.
Überregional bildeten die Träger der „freien Wohlfahrtspflege“ – Caritas, Innere Mission, Deutsches Rotes Kreuz, Zentralwohlfahrtsstelle der deutschen Juden und Deutscher Paritätischer Wohlfahrtsverband – als gemeinsames Sprachrohr im Jahre 1924 die Deutsche Liga der Freien Wohlfahrtspflege. Während Gewerkschaften und Arbeiterwohlfahrt (AWO) umfassende wirtschaftspolitische und sozialpolitische Maßnahmen forderten, plante die „Liga“ eine zentral organisierte Sammlung zur „Volkshilfe“. Der Aufruf unter der Überschrift „Not, bittere Not liegt über dem deutschen Volk“ wurde von Reichskanzler Heinrich Brüning unterstützt.
Die erste deutschlandweite Sammlung zur so genannten „Winterhilfe“ wurde vom 15. September 1931 bis März 1932 durchgeführt und brachte 42 Millionen Reichsmark ein; eine weitere Sammlung folgte im Winterhalbjahr 1932/33.

## Organisation

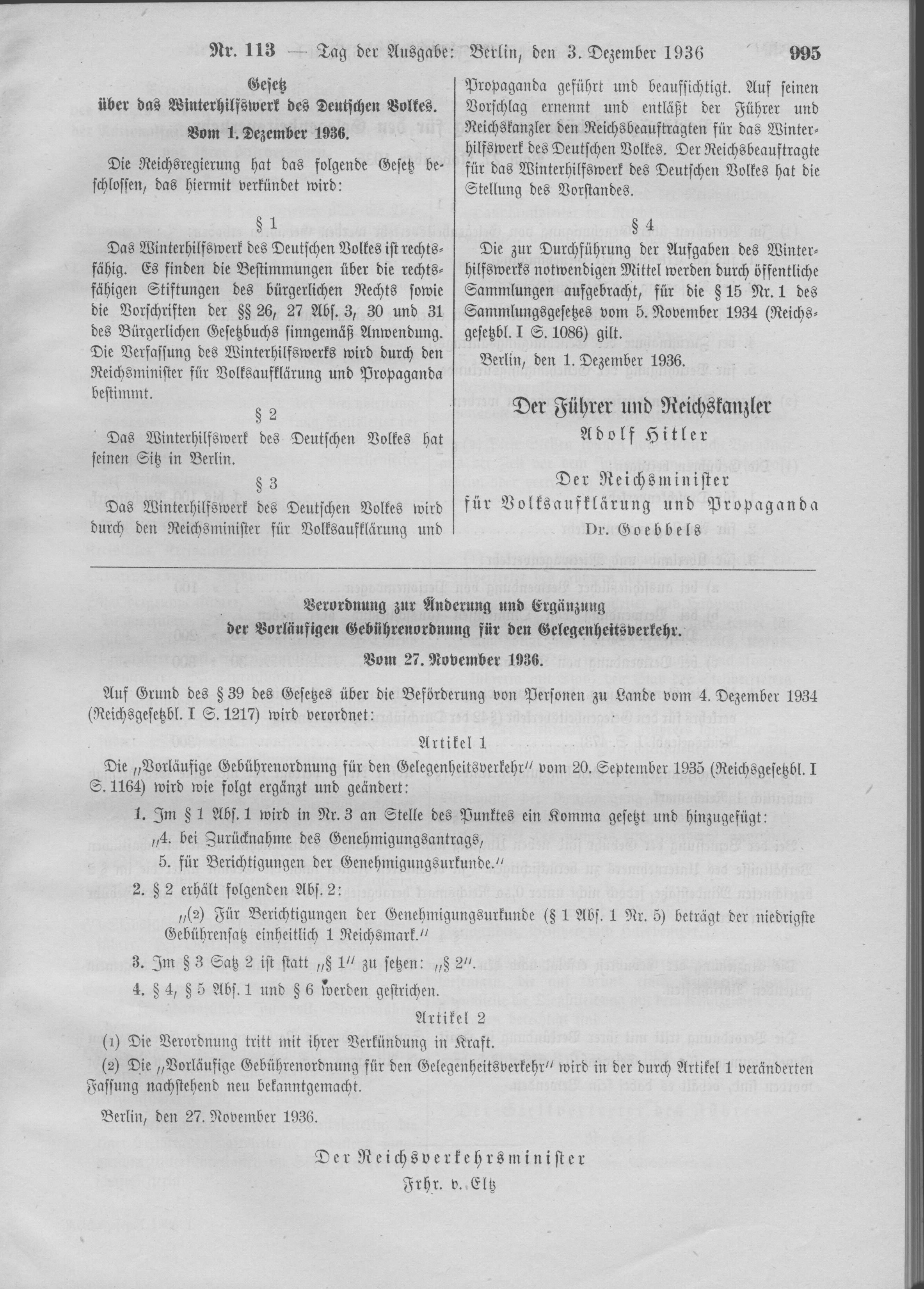
Gesetz über das Winterhilfswerk des Deutschen Volkes im Reichsgesetzblatt 1936 Teil I, S. 995

Im Sommer 1933 begann Joseph Goebbels mit den organisatorischen Vorbereitungen für die Sammelaktion einer nationalsozialistischen Winterhilfe. Am 13. September 1933 eröffnete Adolf Hitler die „Erste Winterhilfsaktion gegen Hunger und Kälte“. In seiner Rede stellte er der stets bekämpften „internationalen marxistischen Solidarität“ die „lebendige nationale Solidarität des deutschen Volkes“ gegenüber, die „blutmäßig ewig begründet“ sei. Der Hamburger Gauleiter Karl Kaufmann nannte das Winterhilfswerk wenige Tage später „eine große staatspolitische Aufgabe“ mit dem Ziel, die Arbeitnehmer „innerlich zu gewinnen“.
Das Winterhilfswerk wurde organisatorisch der NS-Volkswohlfahrt und deren Leiter Erich Hilgenfeldt unterstellt, der zugleich als Amtsleiter im Amt für Volkswohlfahrt der NSDAP und als Reichsbeauftragter für das WHW fungierte. Einige Wohlfahrtsverbände wie die AWO wurden verboten, andere wie der „Deutsche Paritätische Wohlfahrtsverband“ korporativ angeschlossen und aufgelöst. Die überwiegend konfessionell bestimmten Verbände sollten auf die Arbeitsfelder Pflege und Anstaltsbetrieb zurückgedrängt werden, während die NSV die materielle Versorgung von notleidenden „Volksgenossen“ beanspruchte, die sich propagandistisch besser auswerten ließ. Hohe nationalsozialistische Funktionäre inszenierten sich in der Öffentlichkeit als volksverbundene Sammler.
Mit dem „Gesetz über das Winterhilfswerk des Deutschen Volkes“ (RGBl. I, S. 995) vom 1. Dezember 1936 wurde das WHW mit Sitz in Berlin zur rechtsfähigen Stiftung des bürgerlichen Rechts erklärt, die durch den Reichsminister für Volksaufklärung und Propaganda geführt und beaufsichtigt werden sollte. Die „Verfassung für das WHW des Deutschen Volkes“ vom 24. März 1937 (RGBl. I, S. 423) stellte den Leitsatz „Gemeinnutz vor Eigennutz“ heraus, der bereits im 25-Punkte-Programm der NSDAP enthalten war.
Am 10. Oktober 1945 wurde auch das Winterhilfswerk im Kontrollratsgesetz Nr. 2 (Auflösung und Liquidierung der Naziorganisationen) durch den Alliierten Kontrollrat als nationalsozialistische Organisation verboten und das Eigentum beschlagnahmt.

## Sammelaktionen
Die Gesamtzahl der meist ehrenamtlichen „ständigen Helfer“ betrug im Winterhalbjahr 1933/1934 rund 1.500.000 Personen und pendelte sich in den folgenden Jahren auf eine Zahl um 1.200.000 ein.
Für die monatlichen Geldsammlungen wurden die Straßenzüge systematisch erfasst; die feinmaschigen Sammelbezirke wurden der Struktur der nationalsozialistischen Parteiorganisation angepasst und die Helfer den Blockleitern und „Blockwaltern“ der NS-Volkswohlfahrt unterstellt. Die reichsweiten Straßensammlungen wurden ab 1934 vom Tag der Nationalen Solidarität gekrönt, bei dem hohe Parteifunktionäre und populäre Künstler mit Sammelbüchsen auf die Straße gingen.

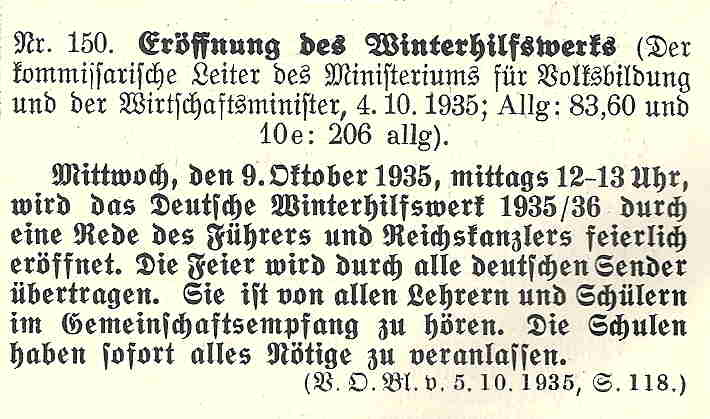
Amtliche Anordnung zur Eröffnung des Winterhilfswerkes 1935

Eröffnet wurde die Winterhilfsaktion alljährlich durch eine Rede Hitlers, die im Rundfunk übertragen wurde. Für die im Oktober anlaufende Kleidungssammlung wurden die Einwohner durch Hitlerjugend-Aufmärsche und Sturmabteilung-Kapellen eingestimmt, später an jeder Wohnungstür geklingelt. Alle Haushalte erhielten Tüten zugestellt und wurden damit zur Pfundspende aufgefordert. Im Dezember wurden Lose einer Reichswinterhilfe-Lotterie zu 0,50 Reichsmark verkauft. In Hamburg wurde ein fünf Meter hohes Hakenkreuz aufgestellt, das gegen eine festgelegte Spende benagelt werden konnte. Von der Propaganda besonders herausgestellt wurde der monatliche Eintopfsonntag, bei dem das am üblichen Sonntagsmahl eingesparte Geld als Spende erwartet und abkassiert wurde. Daneben gab es diverse weitere Einnahmen durch eigens veranstaltete Sportwettkämpfe, „Opferschießen“,
Theater und Konzerte, WHW-Briefmarken, Gau-Straßensammlungen und Sammeldosen in Geschäften.
Eine Hamburger Kriminalinspektion vermerkte im Oktober 1933, „Voraussetzung für das Gelingen der Winterhilfe [sei] die Bekämpfung des Bettelunwesens“. In einer Sonderfahndungsaktion im hamburgischen Stadtgebiet wurden daraufhin rund 1400 Personen tagelang in „Schutzhaft“ genommen und ein Teil von ihnen für längere Zeit im „Versorgungsheim Farmsen“ festgesetzt.

## Opfer von Lohn und Gehalt
In den Vorkriegsjahren waren die größten Posten auf der Einnahmeseite jedoch die „Spenden von Firmen und Organisationen“ und die „Opfer von Lohn und Gehalt“ sowie – mit rückläufiger Bedeutung – die Sachspenden.
Als obligatorisch wurden im Winterhalbjahr monatliche Gehaltsabzüge der Arbeitnehmer für das WHW angesehen. Die Arbeitgeber hielten bestimmte Anteile von Lohn oder Gehalt ein und überwiesen die Summe auf das Konto des Winterhilfswerks. Die Abzüge waren anfangs nicht reichseinheitlich geregelt. In Hamburg wurden bei einem Monatseinkommen von 200 RM von einer kinderlosen Familie 1,50 RM einbehalten; bei drei Kindern halbierte sich der Abzug. Mit höherem Einkommen stieg er auf maximal 25 RM. Im Herbst 1936 wurden die Abzüge reichsweit angepasst: Sechs Monate lang wurde ein Betrag im Wert von zehn Prozent der Steuerabzüge einbehalten und an das Winterhilfswerk abgeführt. Die Arbeitgeber selbst wurden angehalten, einen bestimmten Satz ihrer persönlichen Ausgaben zu spenden. Zum sichtbaren Zeichen der Anerkennung erhielten die Spender Monatsplaketten mit der Aufschrift „Wir helfen“.
Bei den Sachspenden überwogen anfangs Möbel, getragene Kleidung sowie Kohle und Kartoffeln. Allein die Frachtkosten dafür beliefen sich auf rund 10 Millionen Reichsmark, wurden aber von der Deutschen Reichsbahn nicht in Rechnung gestellt.

## Spendenaufkommen
Die erste Sammlung des WHW erbrachte Geld- und Sachspenden im Wert von 358,1 Millionen Reichsmark. In den folgenden Winterhalbjahren steigerte sich die Spendensumme ständig. Der Gesamtwert an Spenden betrug:
| Jahr     | Spendenaufkommen (in Millionen Reichsmark) | Gegenwert (in Millionen Euro) |
| -------- | ------------------------------------------ | ----------------------------- |
| 1933/34: | 0.358,1                                    | 1.945                         |
| 1934/35: | 0.367,4                                    | 1.964,1                       |
| 1935/36: | 0.364,5                                    | 1.925,5                       |
| 1936/37: | 0.415,2                                    | 2.182,4                       |
| 1937/38: | 0.419,0                                    | 2.193,6                       |
| 1938/39: | 0.566,0                                    | 2.948,4                       |
| 1939/40: | 0.680,1                                    | 3.436,3                       |
| 1940/41: | 0.916,2                                    | 4.520,7                       |
| 1941/42: | 1.209                                      | 5.814,3                       |
| 1942/43: | 1.595                                      | 7.670,6                       |

Der Rechenschaftsbericht für das Winterhalbjahr 1937/38 listet die Einnahmen und Ausgaben umfassend auf; nachfolgend die größeren Posten:
| Wert (RM)   | WHW 1937/38: Einnahmen durch           | Bemerkung                                                                  |
| ----------- | -------------------------------------- | -------------------------------------------------------------------------- |
| 103.615.000 | Spenden von Organisationen und Firmen  |                                                                            |
| 101.972.000 | Sachspenden                            | Kohlen, Kartoffeln, Nahrungsmittel, Möbel, Bücher etc. / inkl. Pfundspende |
| 080.554.000 | „Opfer von Lohn und Gehalt“            | vom Arbeitgeber einbehalten (10 % der Lohnsteuersumme)                     |
| 034.741.000 | Eintopfspenden                         | siehe Eintopfsonntag                                                       |
| 034.290.000 | Straßensammlungen                      | davon sechs Reichs-Straßensammlungen mit 30.162.000 RM                     |
| 009.958.000 | Frachtvergütungen für Kohlentransporte | Erlass von Frachtkosten der Deutschen Reichsbahn                           |
| 008.084.000 | Tag der Nationalen Solidarität         | am 4. Dezember 1937                                                        |
| 007.175.000 | Gau-Veranstaltungen                    | Opferbücher, Opferschießen, Veranstaltungen                                |
| 006.404.000 | Einzelspenden                          | inkl. Agrarspende 1.968.000 RM                                             |
| 001.404.000 | WHW-Briefmarken                        | Verkauf von Sondermarken                                                   |

## Verteilung

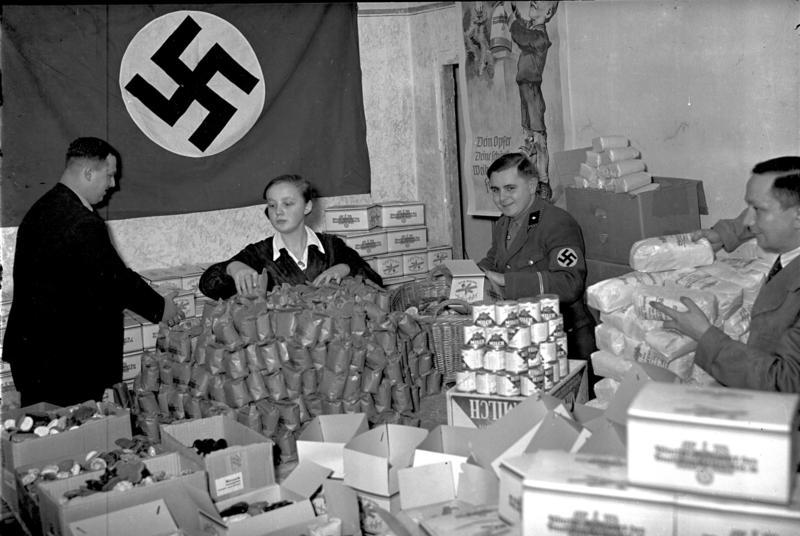
Packen von Weihnachtspaketen, Dezember 1935

Hilfsbedürftige konnten über Bezirksstellen des Winterhilfswerkes Anträge einreichen und erhielten dort Gutscheine über den Bezug von Kohlen und Kartoffeln zur Einkellerung und anderer Sach- und Naturalabgaben. Barmittel waren nicht vorgesehen. Nach der NS-Ideologie wurden die „Erbgesunden“ und „rassisch Hochwertigen“ unterstützt, während „Juden“, Menschen mit Behinderung, „Asozialen“ und politisch verdächtigen Personen die Hilfe verweigert wurde. Im Winterhalbjahr 1936 konnte eine unterstützungsberechtigte Familie mit drei Kindern bis zu dreizehn Brennstoffgutscheine, 200 kg Kartoffeln, Lebensmittelgutscheine im Wert von 30 Reichsmark, fünf Gutscheine für Bekleidung oder Nahrungsmittel sowie drei Pakete zu Weihnachten, Ostern und zum 30. Januar (Jahrestag der Machtübernahme) erhalten; der Gesamtwert dieser Leistungen wird auf rund 100 RM berechnet.
Von den oben für 1937/38 aufgelisteten Spenden im Gesamtwert von rund 420 Millionen Reichsmark wurden laut Rechenschaftsbericht knapp 70 % an 8.931.456 bedürftige Personen verteilt. Rund 30 % gingen über die Nationalsozialistische Volkswohlfahrt (NSV) an das Hilfswerk Mutter und Kind, an den „Reichsmütterdienst“ des Deutschen Frauenwerks, das Tuberkulosehilfswerk, die Schulzahnpflege und das Deutsche Rote Kreuz. Der Anteil der Spendengelder, die für NSV-Hilfsorganisationen abgezweigt wurde, steigerte sich in den folgenden Jahren: Vom Spendenaufkommen der WHW-Aktion 1940/41, das sich auf 916,2 Millionen Reichsmark belief, wurden rund 540 Millionen an das von der NSV geleitete „Hilfswerk Mutter und Kind“ überwiesen.
Das Winterhilfswerk wurde somit zu einem unentbehrlichen Finanzier der NS-Volkswohlfahrt, die ihrerseits eine „nationalsozialistisch rassisch-erbbiologische Volkspflege“ betrieb. Vorrangig zielte die NS-Volkswohlfahrt mit ihren Unterorganisationen darauf ab, die „Erbgesunden“ und „rassisch Hochwertigen“ zu fördern im Sinne einer „Volkspflege“ mit „sozialbiologischem, eugenischem und erzieherischem Auftrag“ zur „Erhaltung und Ertüchtigung der leistungsfähigen Glieder für ihre Aufgaben in der Volksgemeinschaft“. Von dieser ideologischen Einschränkung setzte sich das Winterhilfswerk in den ersten Jahren noch deutlich ab, indem grundsätzlich alle Notleidenden Unterstützung erhalten konnten. Seit dem 30. Oktober 1935 wurden verarmte „Volljuden“ jedoch nicht mehr vom WHW, sondern von der neugegründeten Jüdischen Winterhilfe versorgt. Jüdische Mischlinge und hilfsbedürftige Familien aus Mischehen wurden aber weiterhin vom WHW unterstützt, sofern der Haushaltungsvorstand „deutschblütig“ war.
Aus dem offiziellen Rechenschaftsbericht geht nicht hervor, dass Goebbels über die zusammengetragenen Spendengelder bestimmte und Mittel abzweigte. Goebbels schrieb zwar 1937: „Wir beraten über die Verwendung der Gelder. Ich stoppe das ab, daß nun alle Dilettanten daran herumschmarotzen. Diese Gelder dienen ausschließlich dem sozialistischen Aufbau.“ Zuvor hatte er jedoch im Januar desselben Jahres 100 Millionen Reichsmark „zur freien Verfügung“ einbehalten und einen Teil davon Adolf Hitler überlassen: „… die 30 Millionen vom WHW werden eingesetzt zum [fehlendes Wort: Bau] einer Riesenfabrik für den Volkswagen.“ Finanziert wurden von Spendengeldern auch der Bau von Krankenhäusern und der Ankauf von „40.000 Volksempfängern für Österreich“.

## Urteile von Zeitgenossen
„Mir ist vom Gehalt eine ‚Freiwillige Winterhilfe’ abgezogen worden; niemand hat mich deswegen vorher gefragt,“ schrieb Victor Klemperer bereits 1933 und nannte dies einen „kaum verhüllten Zwang“. In Bertolt Brechts in der Emigration verfassten Furcht und Elend des Dritten Reiches behandelt eine kurze, 1937 spielende Szene die Winterhilfe. Darin beschenken zwei SA-Männer zunächst eine alte Frau und deren Tochter. Nachdem die alte Frau sich beim Bedanken mit dem Hinweis, dass es ja doch nicht so schlimm sei, wie der Mann der Tochter sagt, verplappert, wird die Tochter, trotz verzweifelter Beteuerungen und Flehen der alten Frau, von den SA-Männern verhaftet. Der Szene ist folgendes Gedicht vorangestellt:
Die Winterhelfer treten

Mit Fahnen und Trompeten

Auch in das ärmste Haus.

Sie schleppen stolz erpreßte

Lumpen und Speisereste

Für die armen Nachbarn heraus.

Die Hand, die ihren Bruder erschlagen

Reicht, daß sie sich nicht beklagen

Eine milde Gabe in Eil.

Es bleiben die Almosenwecken

Ihnen im Halse stecken

Und auch das Hitlerheil.
Die Deutschland-Berichte der Exil-SPD Sopade schrieben: „Die Straßensammlungen haben dank der ungehemmten ‚Einsatzbereitschaft‘ der HJ, BDM, SA und SS vollends den Charakter organisierter Wegelagerei angenommen.“ – „Die ‚Bereitwilligkeit’ dieser Sammlungen ist hinlänglich bekannt. Die ‚spontanen‘ Terroraktionen gegen besonders zurückhaltende Spender sind noch in Erinnerung. Verschiedentlich haben Behörden die Erteilung von Aufträgen von ausreichenden WHW-Spenden der Bewerber abhängig gemacht.“
Der Sopade-Dienst wies ferner auf hohe Kosten durch Verwaltung, Verteilung, Lagerung und Verderb hin: „Die Technik des Winterhilfswerks, die das Schwergewicht auf die Naturalwirtschaft verlegt, erscheint im Zeitalter der Geldwirtschaft denkbar primitiv. […] Propagandistisch läßt sich mit dieser Art mehr machen als mit bloßen Geldsammlungen.“
Die Berichterstatter der Sopade gestanden jedoch ein: „Und es gibt viele Leute, die wirklich mit ganzem Herzen bei der Sache [Sammlungen für das WHW] sind und die die anderen einfach mitreißen. Die Nazis sind außerordentlich geschickt in diesen Dingen: […] sie schaffen neue Formen der Mitwirkung der breiten Masse...“
Unter der Hand wurde die Buchstabenkombination WHW umgedeutet als „Wir hungern weiter“ oder „Waffenhilfswerk“ und der Verdacht geäußert, es werde die Aufrüstung für einen bevorstehenden Krieg finanziert.

## Deutungen von Historikern
Herwart Vorländer stellt zusammenfassend fest: Es überwog bei aller Belästigung bei den Zeitgenossen das Gefühl, etwas „für einen guten Zweck“ getan zu haben: „Daß zumindest hier das Dritte Reich sein Gutes gehabt habe, ist in der Erinnerung vieler als haftender Eindruck und als Spätwirkung der damaligen Propaganda erhalten geblieben.“
Im Vergleich zu der im 19. Jahrhundert entwickelten staatlichen Sozialpolitik, die aus allgemeinen Steuermitteln gespeist wurde, war das Spendenwesen eine überholte Form der Hilfe. Florian Tennstedt formuliert: „Das Winterhilfswerk band zunächst auch weite bürgerliche Kreise ein, gewann ferner Sympathien bei der armen Bevölkerung und wirkte vor allem auch innerhalb der Parteigefolgschaft entpolitisierend und disziplinierend“, indem ihr Aktionismus auf die Sammelaktionen gerichtet wurde.

## Vergleichbare Organisationen

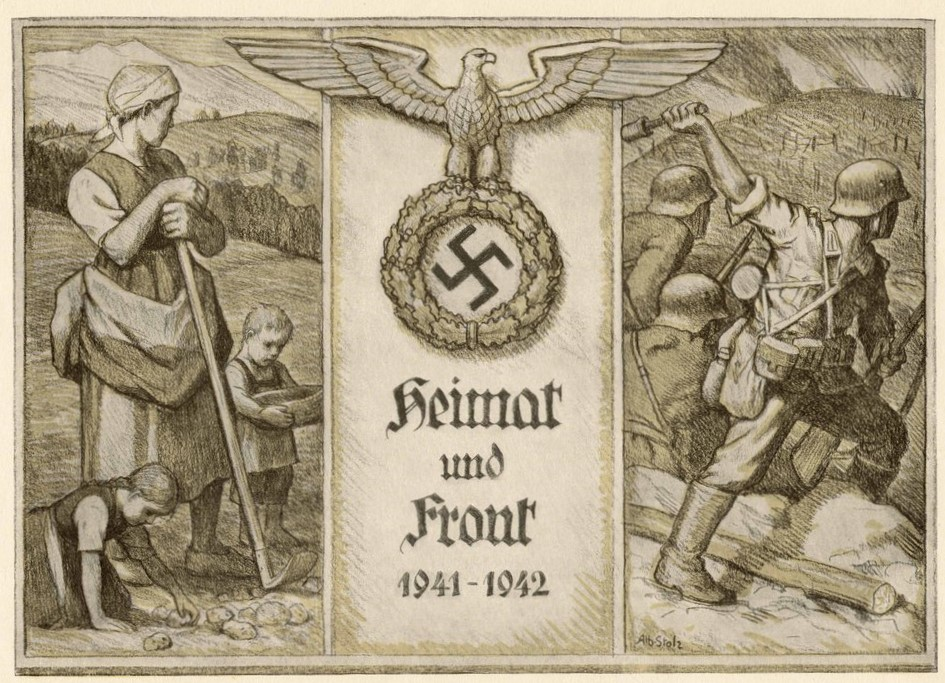
Propagandapostkarte des Winterhilfswerks der Südtiroler Arbeitsgemeinschaft der Optanten für Deutschland von 1941/42

Das Konzept des Winterhilfswerks wurde vom franquistischen Spanien, dort in Form des Auxilio de Invierno, übernommen.
In Danzig gab es seit 1934 ein Winterhilfswerk, für das auch Zuschlagsbriefmarken herausgegeben wurden und eine Postkartenlotterie veranstaltet wurde.

## Bildergalerie

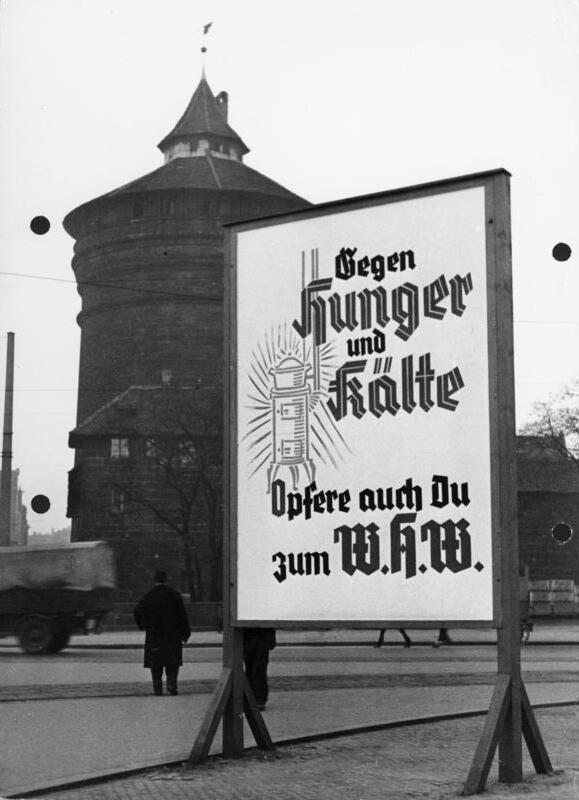
Reklametafel des Winterhilfswerks in Nürnberg, 1936
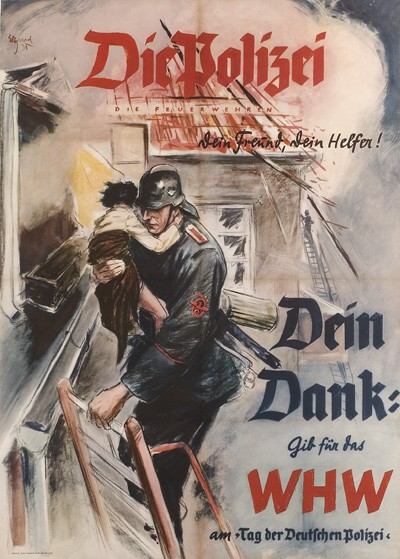
Spendenaufruf auf einem Plakat von Helmuth Ellgaard, 1938
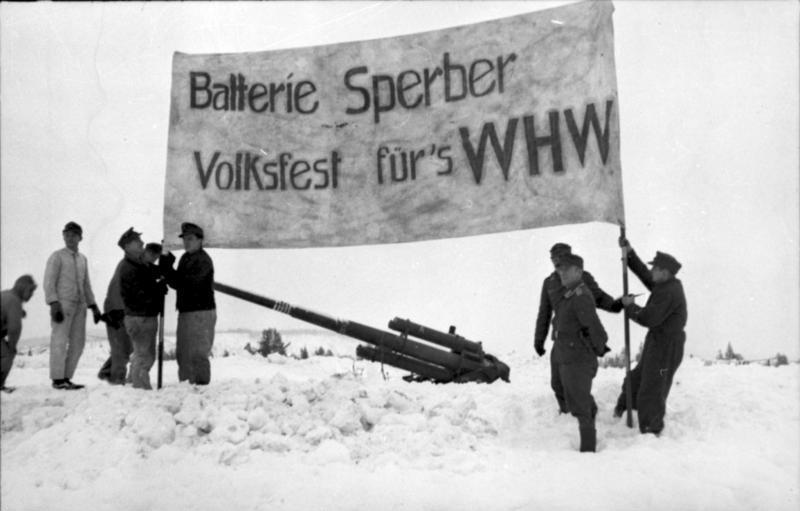
Deutsche Soldaten mit einem Transparent des Winterhilfswerks im besetzten Lappland, 1942
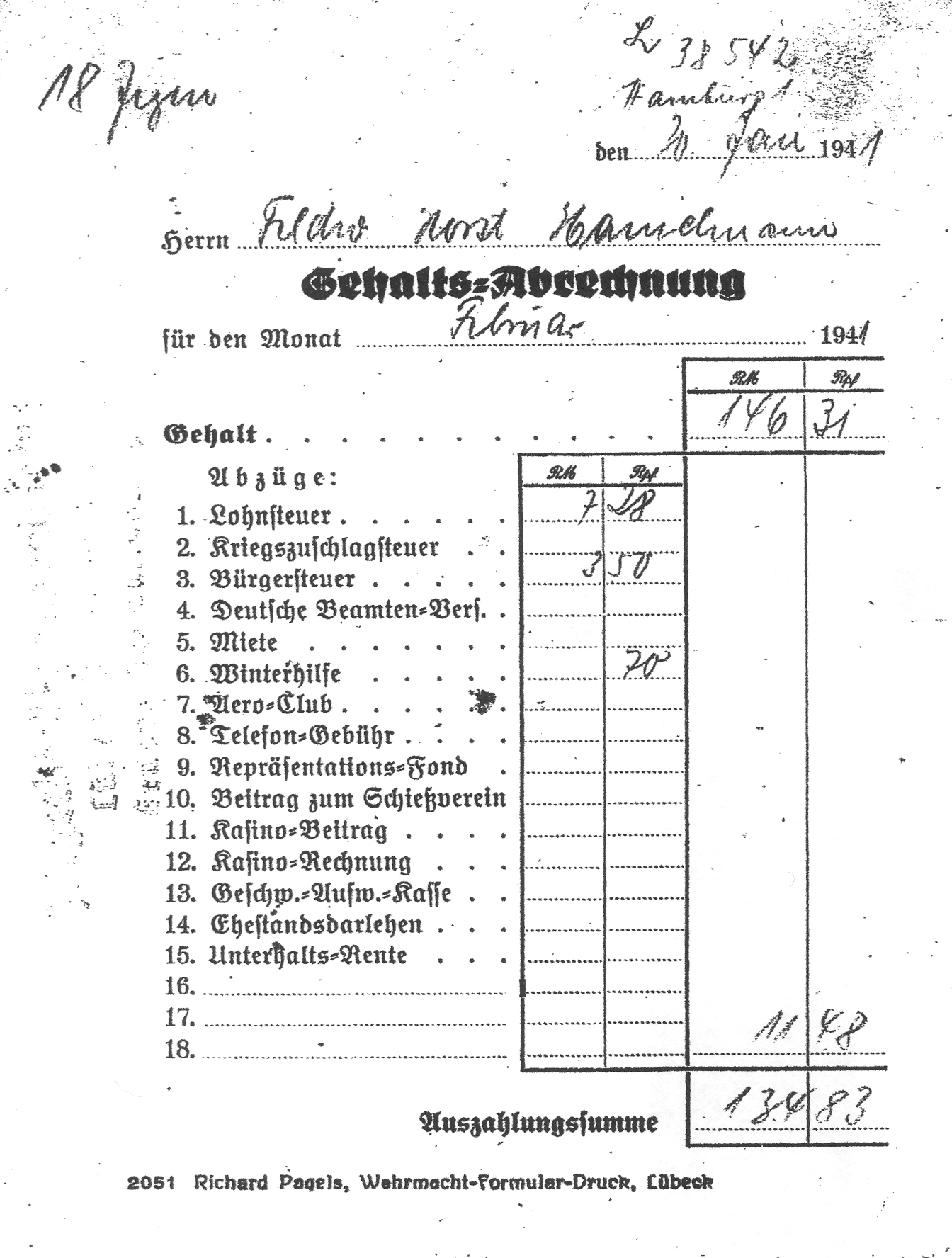
Gehaltsabrechnung Februar 1941: Abzug Winterhilfe
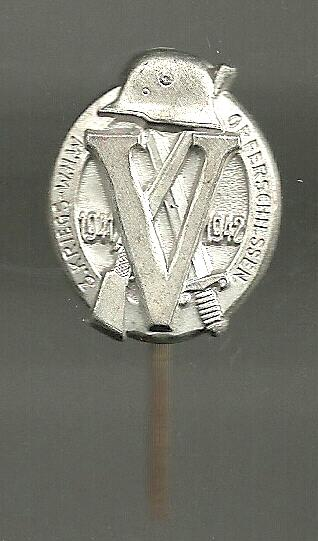
Winterhilfswerk – Anstecknadel vom Opferschießen
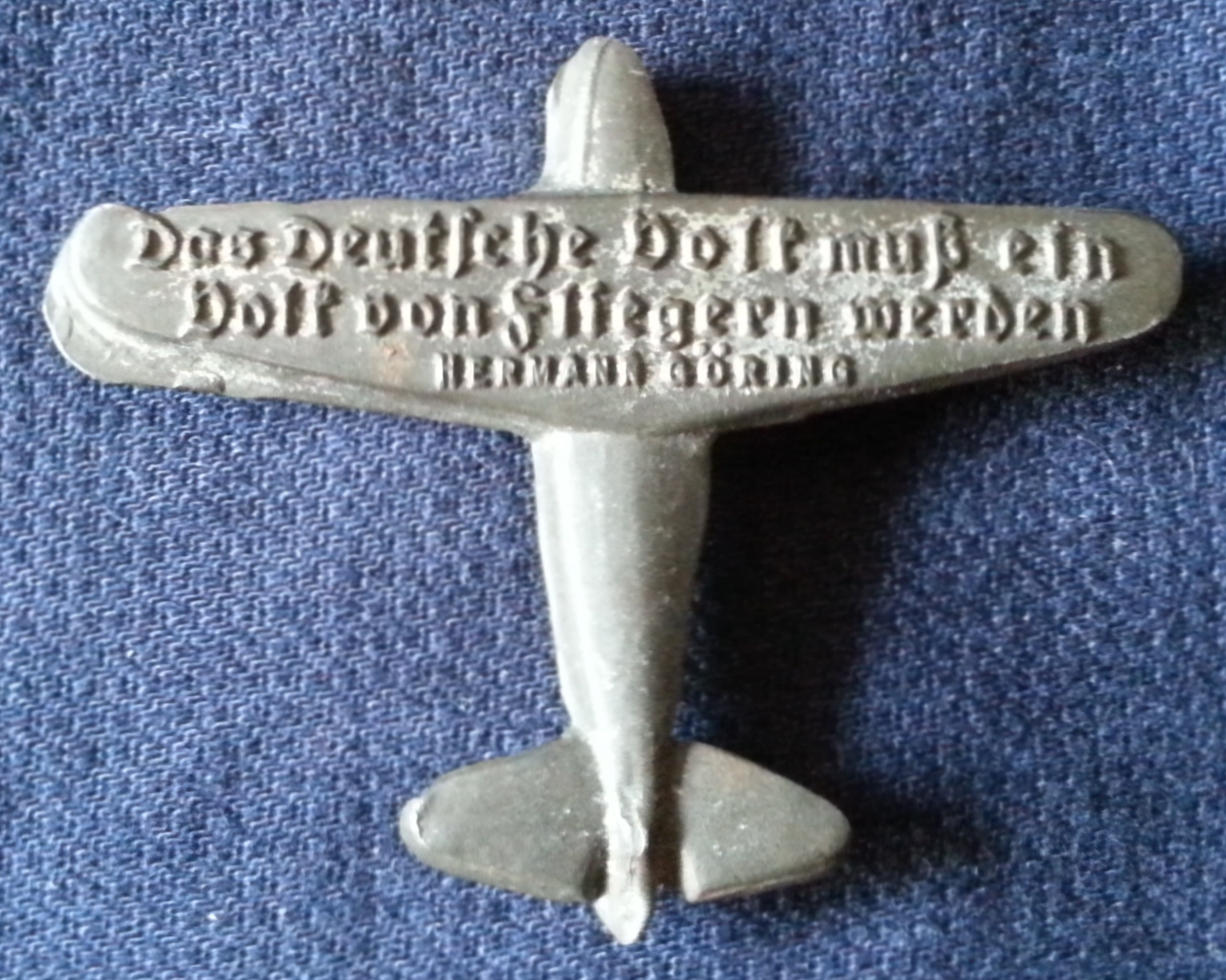
Winterhilfswerk – Abzeichen des Deutschen Luftsportverbands mit der Parole Hermann Görings „Das Deutsche Volk muß ein Volk von Fliegern werden“, 1934